# Saint-Aubin-sur-Yonne
Pour les articles homonymes, voir Saint-Aubin.
Saint-Aubin-sur-Yonne est une commune française située dans le département de l'Yonne en région Bourgogne-Franche-Comté.

## Géographie

### Situation
Saint-Aubin-sur-Yonne se trouve dans la partie nord-ouest du département de l'Yonne. Le village est situé en rive droite (côté nord-est) de la rivière Yonne (qui marque la limite de commune au sud-ouest), sur la D959 menant à sa sous-préfecture Joigny à 5 km au sud-est. Sa préfecture Auxerre est à 31 km au sud, Sens à 28 km au nord et Paris à 147 km au nord-ouest,.
La commune est bordée au nord par la forêt d'Othe. Le GR 213 traverse la commune du nord au sud-est.

### Voies de communication et transports
La D959 traverse le bourg ; elle longe l'Yonne et relie Joigny au rond-point de la D606 sur Villecien au nord-ouest.

### Hameaux
En sus du bourg de Saint-Aubin, la commune inclut seulement deux hameaux : la Tuilerie et Sous-Villier,. La carte de Cassini du XVIIIe siècle ne donne que la Tuilerie comme hameau.

### Hydrographie
L'Yonne, qui coule ici dans le sens  traverse le sud de la commune, passe sur Cézy puis revient servir de limite de commune au sud entre Cézy et Saint-Aubin. Entre Joigny et Saint-Aubin, elle alimente de larges étendues d'eau : plaine d'Epizy dans un méandre, ancien bras de rivière... Le canal dit « dérivation de Joigny », qui double l'Yonne pour éviter ces étendues d'eau, traverse la commune sur 3 km et rejoint la rivière en limite de commune. Il est équipé d'une écluse en bordure sud du bourg : l'écluse de Saint-Aubin.

### Climat
Pour des articles plus généraux, voir Climat de la Bourgogne-Franche-Comté et Climat de l'Yonne.
En 2010, le climat de la commune est de type climat océanique dégradé des plaines du Centre et du Nord, selon une étude du Centre national de la recherche scientifique s'appuyant sur une série de données couvrant la période 1971-2000. En 2020, Météo-France publie une typologie des climats de la France métropolitaine dans laquelle la commune est exposée à un climat océanique altéré et est dans la région climatique  Nord-est du bassin Parisien, caractérisée par un ensoleillement médiocre, une pluviométrie moyenne régulièrement répartie au cours de l’année et un hiver froid (3 °C). 
Pour la période 1971-2000, la température annuelle moyenne est de 11,3 °C, avec une amplitude thermique annuelle de 16 °C. Le cumul annuel moyen de précipitations est de 719 mm, avec 12,1 jours de précipitations en janvier et 7,4 jours en juillet. Pour la période 1991-2020, la température moyenne annuelle observée sur la station météorologique de Météo-France la plus proche, « Cudot_sapc », sur la commune de Cudot à 13 km à vol d'oiseau, est de 11,7 °C et le cumul annuel moyen de précipitations est de 765,6 mm. 
La température maximale relevée sur cette station est de 42 °C, atteinte le 25 juillet 2019 ; la température minimale est de −13 °C, atteinte le 20 décembre 2009,,. 
Les paramètres climatiques de la commune ont été estimés pour le milieu du siècle (2041-2070) selon différents scénarios d'émission de gaz à effet de serre à partir des nouvelles projections climatiques de référence DRIAS-2020. Ils sont consultables sur un site dédié publié par Météo-France en novembre 2022.

## Urbanisme

### Typologie
Au 1er janvier 2024, Saint-Aubin-sur-Yonne est catégorisée commune rurale à habitat dispersé, selon la nouvelle grille communale de densité à sept niveaux définie par l'Insee en 2022.
Elle est située hors unité urbaine. Par ailleurs la commune fait partie de l'aire d'attraction de Joigny, dont elle est une commune de la couronne,. Cette aire, qui regroupe 14 communes, est catégorisée dans les aires de moins de 50 000 habitants,.

### Occupation des sols
L'occupation des sols de la commune, telle qu'elle ressort de la base de données européenne d’occupation biophysique des sols Corine Land Cover (CLC), est marquée par l'importance des forêts et milieux semi-naturels (53,5 % en 2018), une proportion sensiblement équivalente à celle de 1990 (53,7 %). La répartition détaillée en 2018 est la suivante : 
forêts (47,4 %), terres arables (28,3 %), eaux continentales (8,7 %), milieux à végétation arbustive et/ou herbacée (6,2 %), zones urbanisées (5,6 %), zones agricoles hétérogènes (3,9 %). L'évolution de l’occupation des sols de la commune et de ses infrastructures peut être observée sur les différentes représentations cartographiques du territoire : la carte de Cassini (XVIIIe siècle), la carte d'état-major (1820-1866) et les cartes ou photos aériennes de l'IGN pour la période actuelle (1950 à aujourd'hui).

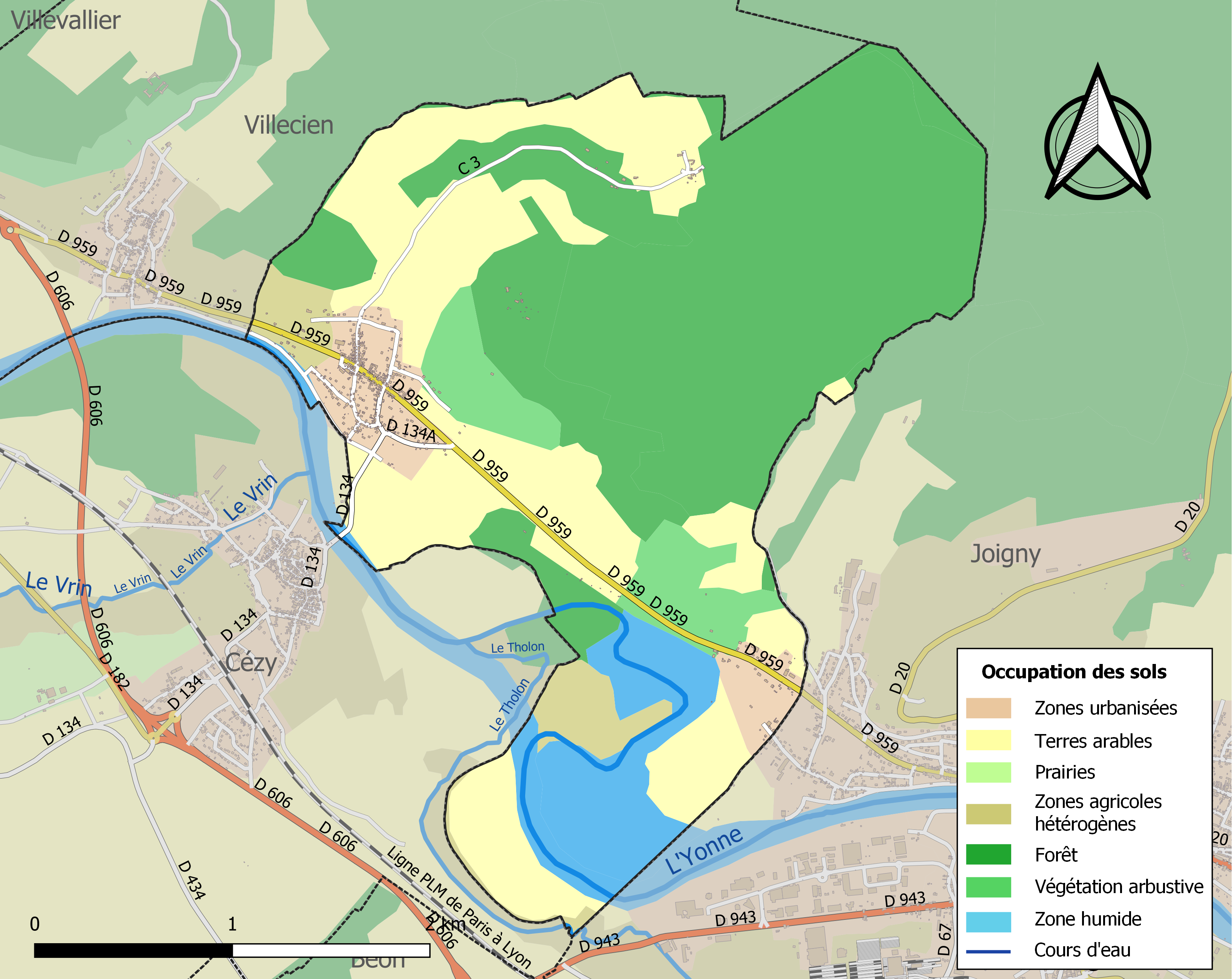
Carte des infrastructures et de l'occupation des sols de la commune en 2018 (CLC).

## Histoire
Le cimetière de Saint Aubin :
Il existe deux sortes de cimetière : l'ancien et le nouveau. Le cimetière a été rénové il n'y a pas longtemps. Il se situe à proximité de la nationale. Ouvert tout le temps. Il y a un compost et vous pouvez arroser les fleurs.

## Politique et administration
| Période | Période  | Identité                 | Étiquette     | Qualité |
| ------- | -------- | ------------------------ | ------------- | ------- |
| 1984    | 1987     | Louis Lehaire            |               |         |
| 1987    | 2008     | Alain-Cyprien Cantaloube | Divers Droite |         |
| 2008    | En cours | Jean-Pierre Baussart     |               |         |

## Démographie
L'évolution du nombre d'habitants est connue à travers les recensements de la population effectués dans la commune depuis 1793. Pour les communes de moins de 10 000 habitants, une enquête de recensement portant sur toute la population est réalisée tous les cinq ans, les populations de référence des années intermédiaires étant quant à elles estimées par interpolation ou extrapolation. Pour la commune, le premier recensement exhaustif entrant dans le cadre du nouveau dispositif a été réalisé en 2005.

En 2022, la commune comptait 435 habitants, en évolution de +4,57 % par rapport à 2016 (Yonne : −1,95 %, France hors Mayotte : +2,11 %).
| 1793 | 1800 | 1806 | 1821 | 1831 | 1836 | 1841 | 1846 | 1851 |
| ---- | ---- | ---- | ---- | ---- | ---- | ---- | ---- | ---- |
| 398  | 503  | 490  | 484  | 478  | 463  | 456  | 496  | 492  |

| 1856 | 1861 | 1866 | 1872 | 1876 | 1881 | 1886 | 1891 | 1896 |
| ---- | ---- | ---- | ---- | ---- | ---- | ---- | ---- | ---- |
| 448  | 411  | 422  | 420  | 356  | 368  | 355  | 339  | 285  |

| 1901 | 1906 | 1911 | 1921 | 1926 | 1931 | 1936 | 1946 | 1954 |
| ---- | ---- | ---- | ---- | ---- | ---- | ---- | ---- | ---- |
| 310  | 294  | 293  | 258  | 247  | 266  | 269  | 235  | 266  |

| 1962 | 1968 | 1975 | 1982 | 1990 | 1999 | 2005 | 2006 | 2010 |
| ---- | ---- | ---- | ---- | ---- | ---- | ---- | ---- | ---- |
| 261  | 246  | 262  | 282  | 366  | 387  | 475  | 478  | 452  |

| 2015 | 2020 | 2022 | - | - | - | - | - | - |
| ---- | ---- | ---- | - | - | - | - | - | - |
| 419  | 427  | 435  | - | - | - | - | - | - |

En augmentation depuis plus de vingt ans, la population du village est passée de 282 habitants en 1982 à 469 en 2005. Cette tendance s'accompagne d'un rajeunissement sensible puisque le tiers de la population actuelle a moins de 25 ans. L'immigration arrive aussi avec des habitants d'origine africaine, nord africaine et albanaise.

## Lieux et monuments
L'église Saint-Aubin, entièrement classée, est bâtie sur le sommet de la colline qui domine la vallée de l'Yonne. Sa construction s'est déroulée sous le règne de Philippe-Auguste (fin du XIIe - début du XIIIe siècle). Elle a fait l'objet d'une restauration importante au début du XXe siècle avec notamment la création d'un porche.
Mobilier :
- Le lutrin en bois du XVIIe siècle, classé monuments historiques au titre d'objet, 1992 ;
- Les fonts baptismaux en pierre du XIVe siècle classé monuments historiques au titre d'objet, 1992.

L'église Saint-Aubin
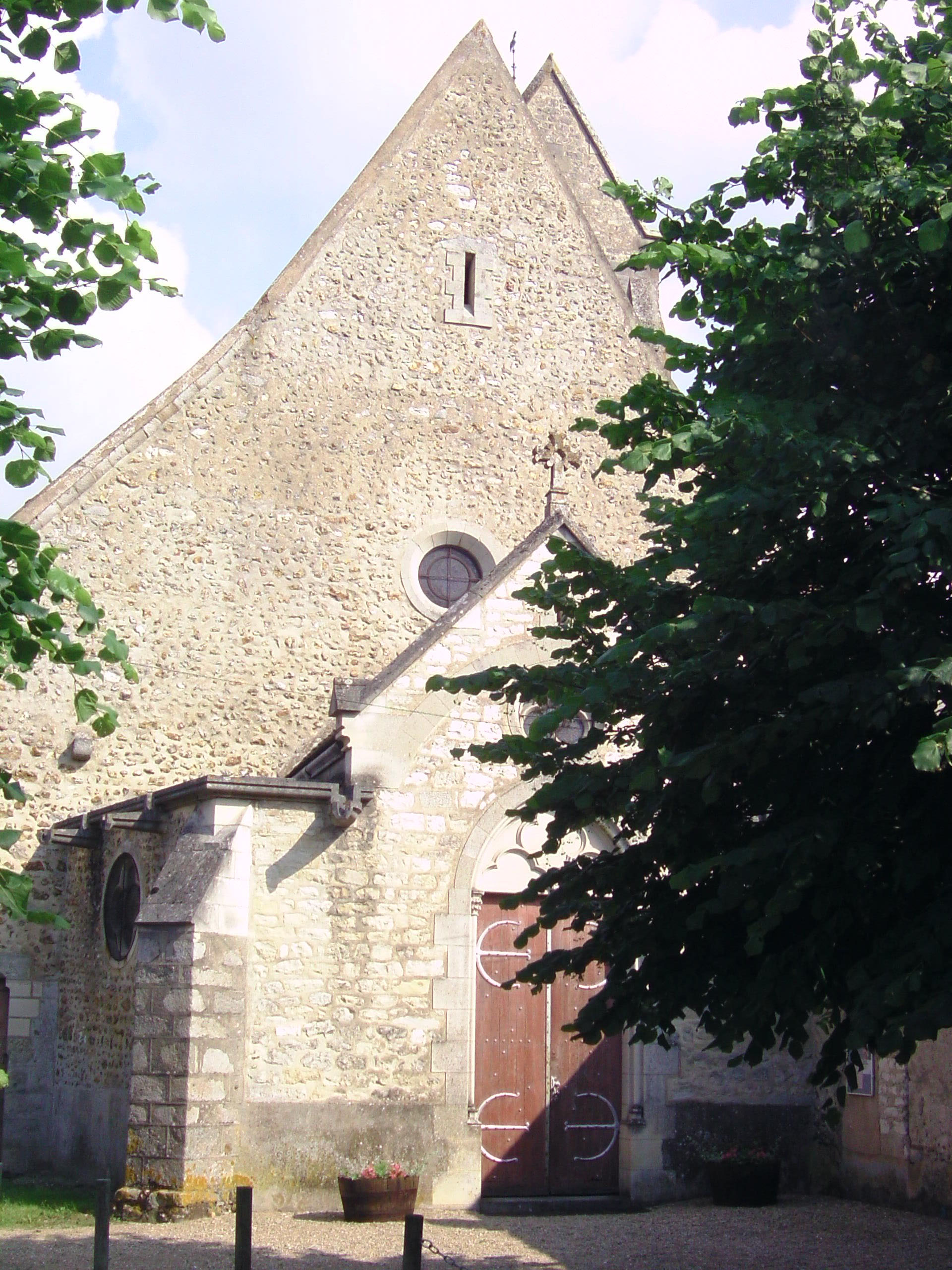
Derrière le toit de l'église, le bord du toit de son clocher en bâtière
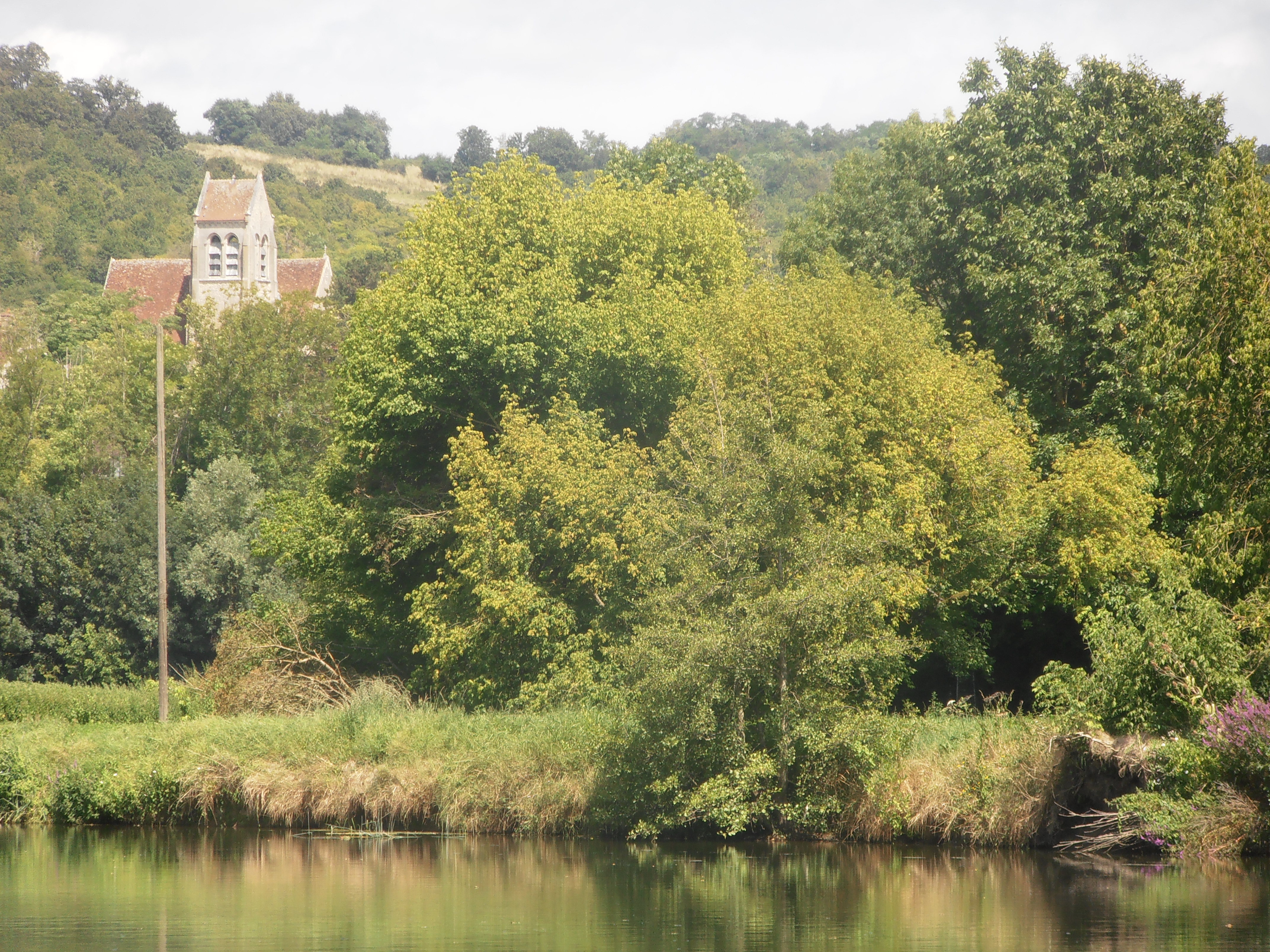
Le clocher en bâtière vu de Cézy
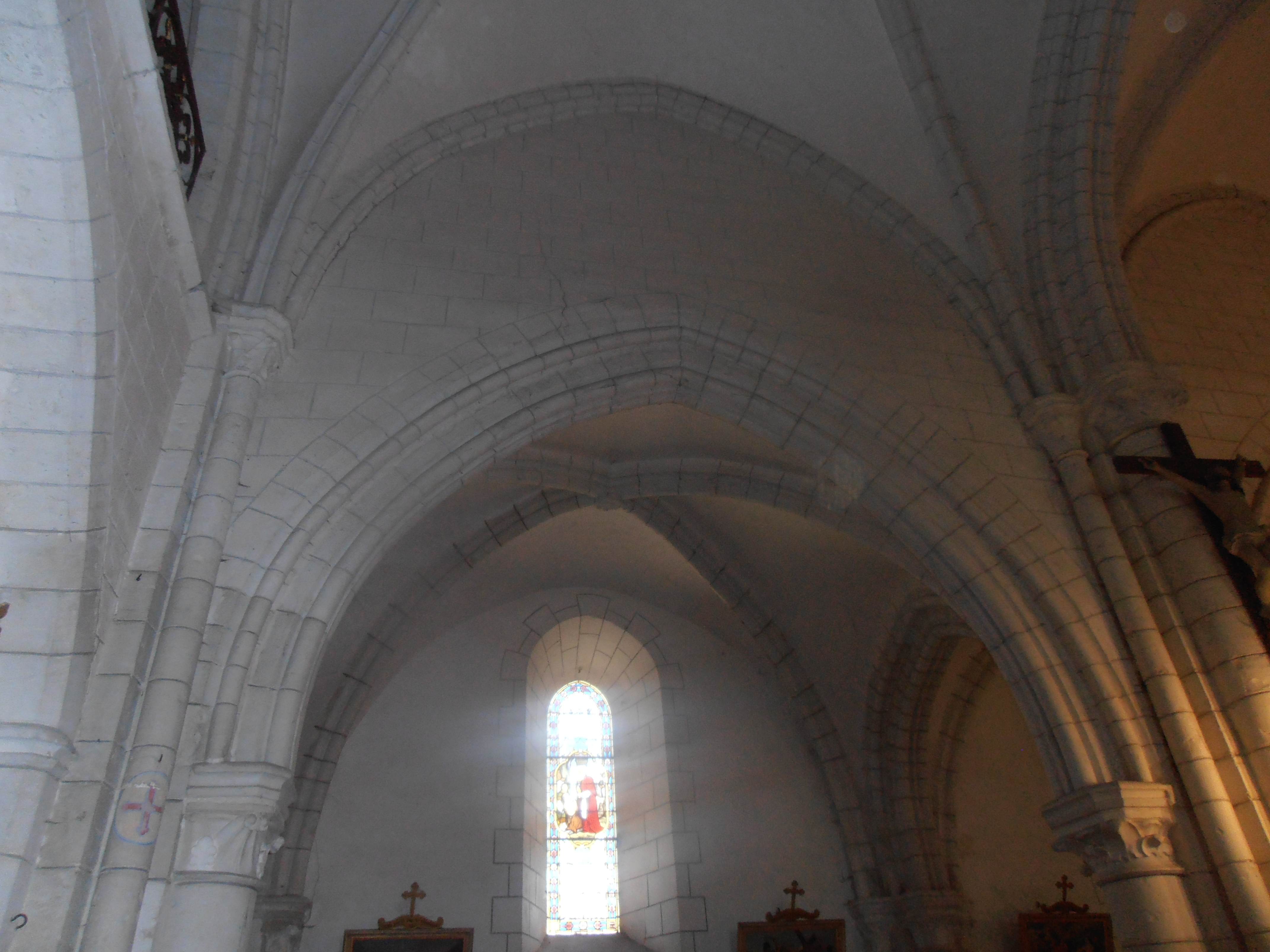
Arc brisé typique de l'art roman bourguignon
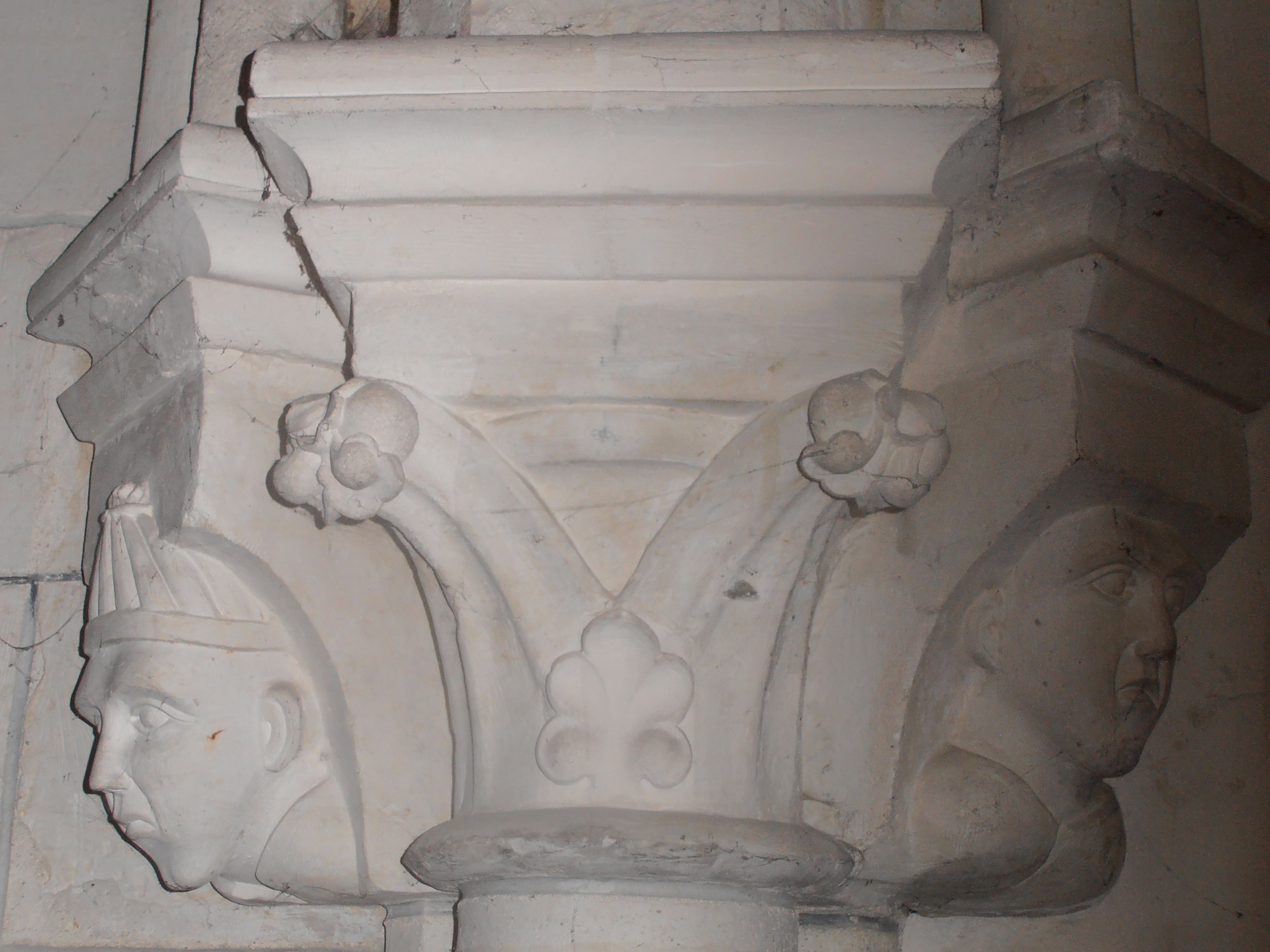
Chapiteau

## Environnement
La commune inclut deux ZNIEFF :
- La ZNIEFF de la vallée de l'Yonne entre Champlay et Cézy[21] a une surface de 1 086 ha, répartis sur les communes de Cézy, Champlay, Joigny et Saint-Aubin-sur-Yonne. Son habitat déterminant est les eaux vives ; on y trouve aussi eaux douces stagnantes, landes, fruticées, pelouses, prairies, forêts, tourbières et marais.
- La ZNIEFF de la forêt d'Othe et ses abords[22], qui englobe 29 398 ha répartis sur 25 communes[N 2]. Le milieu déterminant est la forêt ; on y trouve aussi eaux douces stagnantes, landes, fruticées, pelouses et prairies.